# Hymenelia melanocarpa
Hymenelia melanocarpa är en lavart som först beskrevs av Kremp., och fick sitt nu gällande namn av Johann Franz Xaver Arnold. Hymenelia melanocarpa ingår i släktet Hymenelia och familjen Hymeneliaceae.  Arten är reproducerande i Sverige. Inga underarter finns listade i Catalogue of Life.